# دهکی
دهکی (به انگلیسی: Dhakki) یک شهرک در پاکستان است که در شهرستان چهارسده واقع شده‌است.